# Kathleen Hall Jamieson
Kathleen Hall Jamieson (Minneapolis, 24 de novembro de 1946) é uma professora americana de comunicação e diretora do Centro Annenberg de Políticas Públicas da Universidade da Pensilvânia. Ela co-fundou o FactCheck.org e é uma autora, mais recentemente de Cyberwar.

## Infância e educação
Jamieson nasceu em 24 de novembro de 1946, em Minneapolis, Minnesota. Ela recebeu seu BA em Retórica e Endereço Público da Universidade Marquette em 1967, seu Mestrado em Artes da Comunicação pela Universidade de Wisconsin em Madison no ano seguinte e seu PhD em Artes da Comunicação pela Universidade de Wisconsin-Madison em 1972.

## Carreira acadêmica
De 1971 a 1986, Jamieson atuou como professor no Departamento de Comunicação da Universidade de Maryland. Ela manteve a cátedra G.B. Dealey Regents enquanto estava na Universidade do Texas de 1986 a 1989, atuou como reitora da Escola Annenberg de Comunicação da Universidade da Pensilvânia de 1989 a 2003 e diretora do Centro Annenberg de Políticas Públicas de 1993 até os. Suas áreas de pesquisa incluem comunicação política, teoria e crítica retóricas, estudos de várias formas de comunicação de campanha e o discurso da presidência.
Jamieson ganhou prêmios de ensino em toda a universidade em cada uma das três universidades em que lecionou.
O trabalho de Jamieson foi financiado pelo FDA e pelas fundações MacArthur, Ford, Carnegie, Pew, Robert Wood Johnson, Packard e Annenberg. Ela é co-fundadora do FactCheck.org e de seu sítio subsidiário, SciCheck, e diretora do The Sunnylands Constitution Project, que produziu mais de trinta filmes premiados na Constituição para estudantes do ensino médio.
Jamieson é membra da Academia Nacional de Ciências (desde 2020), da Sociedade Filosófica Americana (desde 1997), da Academia Americana de Artes e Ciências, da Academia Americana de Ciências Políticas e Sociais e da International Associação de Comunicação. Ela é uma ilustre estudiosa da Associação Nacional de Comunicação.